# GERB

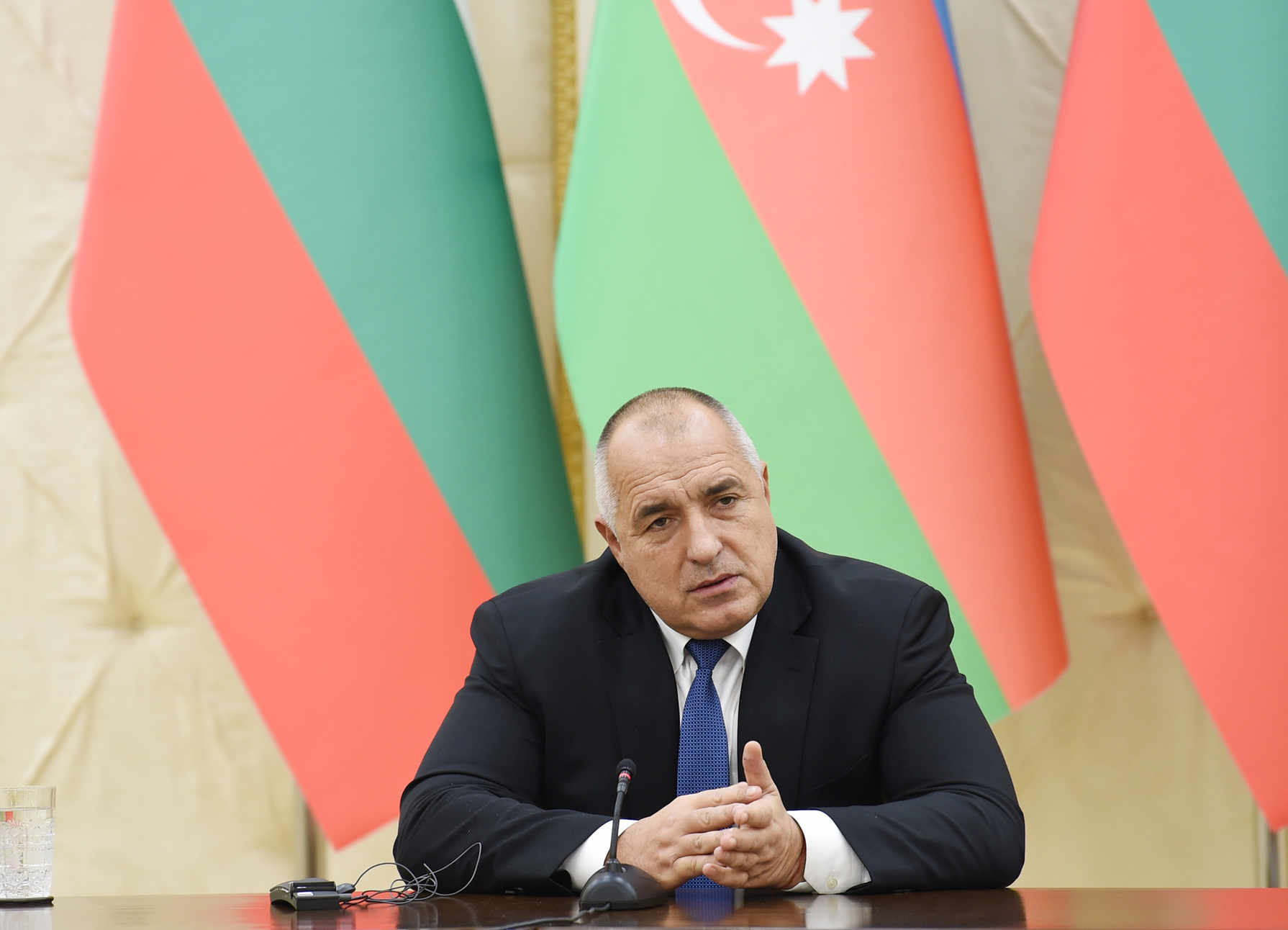
Bojko Borisov

GERB (bulharsky: ГЕРБ, akronym názvu Граждани за европейско развитие на България (Graždani za evropskejsko razvitie na Bǎlgarija), česky: Občané za evropský rozvoj Bulharska) je bulharská politická strana. Bývá označována za konzervativní, nacionalistickou, někdy populistickou, ale také silně proevropskou. Je stranou značně personalizovanou, spjatou se svým zakladatelem a lídrem Bojko Borisovem.
Borisov stranu založil v roce 2006, když ji odtrhl od Národního hnutí za stabilitu a pokrok, podobně personalizované i orientované strany spjaté se Simeonem Borisovem Sakskoburggotskim, bývalým bulharským carem. Od založení je strana jednou z klíčových sil bulharského politického systému. Zpočátku byl předsedou strany Cvetan Cvetanov, od roku 2010 ji vede sám Borisov, jenž byl i předtím reálným lídrem. K roku 2023 absolvovala devět parlamentních voleb, přičemž v sedmi vyhrála (2009, 2013, 2014, 2017, duben 2021, 2022, 2023) a ve dvou skončila na druhém místě (červenec 2021, listopad 2021). Nejlepšího výsledku strana dosáhla v prvních volbách roku 2009, kdy získala 39,72 % hlasů. Později nikdy neklesla pod 20 procent, nejmenší zisk zaznamenala v listopadu 2021, kdy získala 22,44 % hlasů. Borisovovi tyto výsledky již třikrát umožnily stát se bulharským premiérem: v letech 2009–2013, 2014–2017 a 2017–2021.
Po již pátých parlamentních volbách v dubnu 2023, během předchozích dvou let, se vítězná koalice GERB–SDS (Svaz demokratických sil) dohodla s koalicí na druhém místě PP–DB (Pokračujeme ve změně – Demokratické Bulharsko) na vzniku vlády. Premiérem se v černu 2023 stal člen PP a nominant PP–DB Nikolaj Denkov, kterého dle dohody na rotujícím premiérství měla po devíti měsících v úřadu vystřídat bývalá eurokomisařka Marija Gabrielová nominovaná Borisovovým GERBem.

## Seznam předsedů strany
| No. | jméno           |  | období úřadování                  |
| --- | --------------- |  | --------------------------------- |
| 1.  | Cvetan Cvetanov |  | 3. prosince 2006 – 10. ledna 2010 |
| 2.  | Bojko Borisov   |  | od 10. ledna 2010                 |

## Volební historie

### Parlamentní volby
| volby           | počet hlasů | %                | počet mandátů | +/-  | status          |
| --------------- | ----------- | ---------------- | ------------- | ---- | --------------- |
| 2009            | 1 678 583   | 39,7 (1. místo)  | 116 / 240     |      | menšinová vláda |
| 2013            | 1 081 605   | 30,55 (1. místo) | 97 / 240      | - 19 | opozice         |
| 2014            | 1 072 491   | 32,67 (1. místo) | 84 / 240      | - 13 | koaliční vláda  |
| 2017            | 1 147 283   | 32,65 (1. místo) | 95 / 240      | + 11 | koaliční vláda  |
| 2021 (duben)    | 837 707     | 25,80 (1. místo) | 73 / 240      | - 22 | předčasné volby |
| 2021 (červenec) | 642 165     | 23,21 (2. místo) | 60 / 240      | - 13 | předčasné volby |
| 2021 (listopad) | 596 456     | 22,44 (2. místo) | 57 / 240      | - 3  | opozice         |
| 2022            | 634 627     | 24,48 (1. místo) | 64 / 240      | + 7  | předčasné volby |
| 2023            | 669 924     | 25,39 (1. místo) | 67 / 240      | +3   | koaliční vláda  |